# مسیه ۹
مسیه ۹(به انگلیسی: Messier 4) یا ان‌جی‌سی ۶۳۳۳ یک خوشه ستاره‌ای کروی در صورت فلکی مارافسای است که فاصله آن از زمین
بیست و پنج هزار و هشتصد سال نوری و قدر ظاهری آن ۷.۹ است.

## نگارخانه

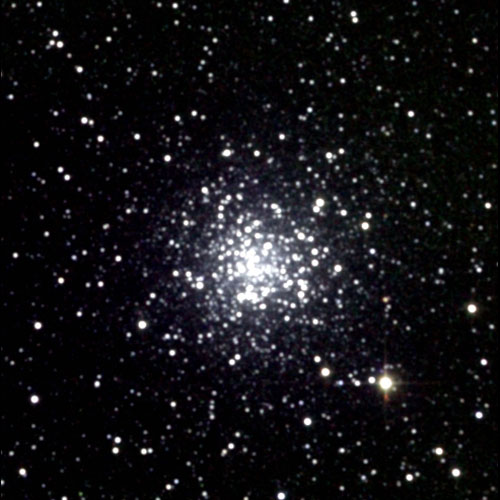